# 南部县“6·5”全国高考试卷被盗案
南部县“6·5”全国高考试卷被盗案，亦称南充高考试卷被盗案、四川高考试卷被盗案，是指2003年6月5日，全国高考提前举行的第一年前夕，发生在四川省南充市南部县教育局的一起部分高考试卷失窃案件，作案人为南部县应届高考生杨博，该案件是中华人民共和国历史上首例高考试卷失窃案件。

## 案件经过
南部中学高三年级文科班学生杨博因在2003年4月下旬进行的全市模拟考试中发挥失常，成绩很不理想，开始对高考丧失信心，遂滋生出盗窃高考试卷的想法。于是在5月上旬前往位于南隆镇蜀北大道中段48号的南部县教育局办公楼踩点，确认保密室的位置。后又于6月4日下午再次来到县教育局办公楼，发现保密室门上已贴有封条，推断高考试卷已存放此处。
2003年6月5日凌晨0时30分左右，杨博携带钳子、改刀、铅笔刀等作案工具来到县教育局，南部县教育局是一座集住宅、办公于一体的院落，大院前面和西侧各有一道铁门。按规定，每晚11时，两处大门均要关闭，但此时已是5日凌晨，住宅楼大铁门上的小门却还开着。门卫已经睡着，办公大楼一楼县招生办公室的灯还亮着。杨博从尚未锁上的小门进入大院，先从办公大楼西侧二楼的阳台潜入办公大楼，切断报警装置电源，又搭梯子爬上位于办公大楼后侧一楼的保密室北侧窗户窗台上，用工具将玻璃窗外侧安装的铁栅栏中的一根钢筋撬压变形后进入保密室内，撬开铁皮柜，从《2003年普通高等学校招生全国统一考试试卷》文科的数学、语文、英语、综合和理科的数学、综合档案袋中各抽出试卷一份（根据其后来交代，盗走理科试卷是想送给一位要好的同学做人情），得手后无声地关好窗户，拉了拉铁栅栏，顺着墙上事先搭好的架梯子滑下来，迅速逃离现场。由于6月4日晚上18时直到当晚24时，县招办副主任安旭在值班室同无关人员打麻将；当晚20时30分到次日早晨8时，当晚值班人员县招办副主任科员刘诚忠、县老鸦小学教务主任王彬睡觉，所以对试卷失窃这一情况未能察觉。杨博于凌晨5点多钟回到在县城租借的房屋，疲惫超过了作案的紧张。他把试卷放进木箱，倒头就睡。下午三四点钟，杨博回到学校打听有关考试的事宜，从老师的议论中得知试卷被盗的事情已经案发，认为有关方面发现高考试卷被盗后，一定会启用另一套备用卷，便匆忙赶回出租房，看了语文作文题目和几道数学题之后，将试卷全部烧毁在卫生间内冲走。又在深夜来到县城一僻静处，将作案使用的改刀和所穿的运动鞋等证物扔进垃圾堆并烧毁。
2003年6月5日下午13点20分左右，南充市公安局副局长杨森富带领检查员到南部县教育局视察高考试卷保密情况，杨森富觉得保密室的封条有些松动，便要求对保密室内进行检查。当工作人员打开保密室后，发现保密室铝合金玻璃窗户上的封条全部断裂，而室内摆放的几个铁皮文件柜柜门虚掩。杨森富断定一定有人进过保密室，一方面迅速安排人员向县教育局负责人通报，一方面迅速通知南部县公安局派出警力立刻赶到现场，会同安保检查组对现场采取封锁性保护。南充县招办保密室门上有“保密室”标牌，经工作人员检查证实，开启该保密室前，封条完好无破损，其外木门、内防盗门门锁完好，无破坏痕迹。北边墙距地面一米以上的铝合金玻璃窗户上的封条全部断裂，在整个玻璃窗和铝合金窗上均未见撬压痕迹，其中西侧铝合金窗框插销无法锁扣，系案前自然损坏。玻璃窗外侧安装的十六根钢筋，其中由西向东的第二根有明显的变形，上面有较多汗液及灰尘手印。在窗台上有较多零乱的鞋印，均为同一种鞋纹，室内靠东墙是两排共八节铁皮柜，有四节被撬压破坏；依南墙靠西墙是两排共十节铁皮柜，有一节被撬压破坏；依西墙靠北墙是并排三个木质文件柜，有两个被撬压破坏。靠北墙有一张条桌，条桌东西两侧各摆放一只方木凳，木凳上各放一只报警器，条桌西侧的板凳上有一鞋印，与窗台上的鞋印一致。在该办公楼的六楼过道及四间空房内，从六楼到一楼的东侧楼梯上沿途以及该楼防洪层一堆放杂物的房间内发现有大量与保密室内板凳上和窗台上的鞋印花纹相同的鞋印。刑侦技术人员在现场提取了鞋印、指纹及撬压痕迹。勘查时，发现一二楼不能供电，经电工检查，是电源开关处于关闭状态。后查证此电源开关系人为关闭，而保密室内两个报警器均由该电源供电。 在刑侦技术人员进行现场勘查后，经四川省招办同意，由南部县教育局招办、南部县保密局、南部县公安局组成联合调查小组，迅速对存放在该保密室铁皮柜里的2003年秋季全国普通高考试卷进行了清理，发现文科综合卷5份袋、理科综合卷30份袋、语文30份袋、理科数学5份袋、文科数学30份袋、英语30份袋共六个试卷袋上的封条处被划开，每个被划开的袋内试卷均被盗走一份，其中理科综合卷II的6～11页未被盗走，英语卷Ι的9～14页未被盗走，被盗的考卷总计为六份。经过现场勘查初步分析，犯罪嫌疑人作案时系搭梯子从保密室北侧窗户进入保密室后，用改锥等工具撬开铁皮柜盗窃作案，作案时间大约为6月5日凌晨1时至5时。

## 各方反应
案情被迅速上报到四川省委、四川省人民政府和公安部、教育部。中共中央、国务院、公安部、四川省委省政府都对这起建国以来首例高考试卷被盗案高度关注，时任中共中央总书记、国家主席、中央军委副主席胡锦涛，中共中央政治局常委、中央政法委书记羅幹相继作出了重要批示。时任中央政治局委员、书记处书记、国务委员、公安部部长周永康批示：迅即破案，确保高考顺利进行。
6月5日下午，时任南充市委书记黄顺福、市长杜光辉、市委副书记刘伯忠等党政领导迅速赶到南部作先期处理；当时的南充市公安局局长张奇伟与负责刑侦的副局长李甫健率市刑侦支队、国保支队、行动技术支队等25名专案人员赶赴南部县，成立专案组，展开案侦工作。同时，时任四川省委、省政府召开紧急会议，副省长柯尊平受省长张中伟的指派，立即带工作组赶赴南部县指挥应急处置工作。四川省公安厅长吕卓连夜召集办公室、国保、刑侦、技侦、网监等部门负责人召开紧急会议，确定了“严防消息泄漏，确保高考如期进行，全力攻克案件”的指导思想，指派省公安厅副厅长岳德松挂帅，抽调省厅最精干的警力星夜赶赴南部，省厅刑侦局局长孙建明、副局长易俗，国保总队副总队长谢均华、周勇，行动技术总队总队长张月明等三路人马，各率本部人马，分乘数辆越野车，携带案侦设备，于6日凌晨1时40分火速驰援南部县。
为了防止试题进一步外泄，6月5日和6日，有关方面对南部县的通讯进行了限制，座机、小灵通手机只能拨打本县座机、小灵通，手机通话也在警方的监控之中。外地拨打南部县的座机和小灵通则是空号。
6月6日，四川省委副书记、省长张中伟召集省公安厅、省教育厅、省招生办等单位领导研究案情。国务院要求四川警方拿出高考试题是否大面积泄露的权威意见以确定全国高考是否需要推迟进行。四川省公安厅厅长吕卓慎重承诺：目前，尚没有证据表明高考试题已经外泄。6月6日早上8时，四川警方致电公安部，报告了警方的初步判断：“目前尚无证据证明试题泄露。”6月7日凌晨4点钟，中央领导指派专机，公安部部长助理张新枫受中央政治局常委罗幹和中央政治局委员、书记处书记、国务委员、公安部部长周永康的委托，率刑侦局副局长傅政华及刑侦专家前往南部案侦第一线现场督阵。中共中央要求公安机关迅速破案，确保社会稳定和高考的顺利进行。按照公安部的要求，公安厅厅长吕卓要求专案组在全力确保稳定的前提下，实施谨慎保密的案侦措施，秘密展开案侦工作，使被盗试卷和案情在一定范围内不外泄，确保南部县及全国高考前夕和高考期间的大局稳定。
6月7日，全国高考如期进行。

## 侦查与处分
专案组从作案人仅从每个袋中抽取一份试卷并将现场大致还原的行为来看，为高考盗窃试卷的动机比较明显，专案组初步判定为自盗自用和自盗他用两种可能。一种情况是即将参加高考的学生为在高考中取得好成绩，自己铤而走险，盗取高考试卷，这种情况犯罪嫌疑人比较单纯；另一种情况是自己本人并不参加高考，盗取高考试卷只为提供给即将参加高考的学生。这种情况则比较复杂，可能是社会闲散人员为谋利盗卷，也有可能是考生家人为私情盗卷。专案组内也基本形成两种意见：一方偏向于自盗他用，因为从作案手段来看，一个在校的高三学生不会有如此撬盗经验；一方偏向于自盗自用，因为当今的学生接触社会的机会多，只怕他们想不到，没有他们做不到，不能低估当前青少年的犯罪能量。
随着警方的深入调查，确定犯罪嫌疑人为年轻人，18到28岁，身高在170cm至176cm之间，体态偏瘦，并在案发中心现场，提取到清晰的犯罪嫌疑人的左手指纹和右手指纹。还排除掉此案为流窜作案的可能。随后警方开始对相关人员展开排查。6月12日，案侦指挥部明确规定，抓住考生返校填报高考志愿的时机，建立高考学生基础数据库，将他们的基本情况纳入其中，并提取身高在170cm至176cm之间、穿44码鞋的学生的指纹。杨博出于自我保护的本能，事先购买502强力胶水涂于手指上模糊指纹试图过关，但当按指纹时被侦查人员发现叫其擦掉胶水未能成功，6月19日晚11时30分，专家最终通过指纹鉴定找出了作案嫌疑人为杨博。警方通过摸排，排除了杨博在县城出租房以及亲戚家落脚的可能，于6月20日凌晨2点多钟将杨博在位于马王乡岳家沟村可能居住的两座房屋包围并将其抓获，于凌晨5点钟，将杨博押解到县公安局，同时办案人员又在他的农村老家找到作案使用的钳子，并在其出租房卫生间内捞出试卷灰烬，通过技术分析，确定灰烬残片上的字体和内容与高考试卷上的字体和内容一致。6月24日高考成绩公布，杨博以515分的成绩上了本科录取线，其填报的志愿包括解放军南京政治学院、解放军军事经济学院、西南交通大学。
2003年6月22日，南部县招办主任王成林、县招办副主任安旭和值班人员县招办副主任科员刘诚忠、县老鸦小学教务主任王彬等4人被刑拘，30日被捕。不久，王成林等4名直接责任人被撤职、开除党籍，南部县招生委员会、县教育局等单位的6名领导干部也受到党纪、政纪处分。

## 案件处理
2003年8月26日，南部县人民法院判处杨博有期徒刑7年。庭审中，被告人杨博对所犯犯罪事实供认不讳。
2003年10月17至18日，南部县人民法院公开开庭审理了该县招办主任王成林等4人涉嫌玩忽职守一案。在庭审中，王成林等4被告都称自己冤枉。王成林称，自己不负有高考试卷保密工作的管理职责，因此自己有过但无罪。安旭认为，当晚虽在值班室打了一阵麻将，但当天不该他值班，自己有错但是没有罪。刘诚忠称，自己并没有通宵睡觉，对试卷被盗一事，自己是有错无罪；王彬认为自己无辜，称其本是老鸦小学教务主任，是临时抽来看守试卷的，自己不是国家工作人员，不构成玩忽职守罪的主体，而且当晚也没有通宵睡觉。控辩双方展开了激烈论辩。18日傍晚，审判长宣布，待合议庭合议后，择日宣判。
2003年11月，南部县人民法院日前作出一审判决，王成林、安旭被判处有期徒刑2年、缓刑3年，刘诚忠、王彬被判处有期徒刑3年、缓刑4年。

## 后续
杨博在监狱服刑期间，深刻反思自己盗窃高考试卷的罪行。他一边在监狱服刑，严格遵守监规，还在有关部门的组织下，先后到南充三中、七中、九中等中学巡回演讲，现身说法。同时在管教干警的鼓励下，利用空余时间学习，决心在服刑期间完成大学学业。自学大学英语和法律课程，准备于2005年春参加高等教育自学考试。
2008年9月12日，杨博因在服刑期间表现积极提前获得假释，并表示其不准备再上考场，决心找份工作，以减轻家庭经济压力。十分珍惜来之不易的自由，边打工边自考，一定要圆自己的大学梦。

## 影响
在这起案件之后，有关部门认为，全国实行统一试卷，一旦某个地方的考题泄露，就会影响到全部几百万考生。于是，从2004年开始，为分散泄题风险，并照顾各省市教育特点，允许人口较多或教育发展水平较好的省份实行自主命题。2004年，自主命题省份一下增加了9个。至2006年，共有16个省市获得自主命题权。
在这起案件之后，教育部等相关部门对高考试题试卷安全的重视程度的逐步加强。现如今高考试卷押运到各个县市区教育考试中心保密室后，通常安排武警和值班人员24小时值守，实行全程监控录像，并实行6小时回放制。监控录像并入全国巡查系统，实现教育部、省、市、县4级联动，教育部可以随时调阅查看任何一个保密室的录像。严防高考试卷的遗失和泄密，确保高考安全顺利举行。
时至今日，在民间仍有传言认为2003年高考数学全国卷试题偏难，令许多考生当年高考成绩不理想，就是因为试卷被盗使有关方面紧急启用了备用卷，才导致试题难度陡然上升。